# Goma de mascar (canción)
«Goma de mascar» es una canción escrita e interpretada por la cantante mexicana Paty Cantú, lanzada el 22 de marzo de 2011 como el tercer sencillo de su segundo álbum de estudio Afortunadamente no eres tú. La canción fue lanza bajo los sellos discográficos de Capitol Latin y EMI Music.

## Aparición en otros medios
La canción apareció en la primera temporada de la serie original de Nickelodeon Latinoamérica, Grachi y posteriormente incluido en su banda sonora, debido a esto el tema adquirió entre el 2011-2012 gran popularidad en toda Latinoamérica, así como algunos países de Europa como Francia, Italia y Polonia, así mismo en Filipinas, países en los cuales el tema fue reelanzado aprovechando su popularidad.

## Listas
| Argentina | Argentina Top 20      | 18  |
| Chile     | Chile Top 40          | 14  |
| Colombia  | Nacional-Report       | 29  |
| Italia    | FIMI                  | 24  |
| Francia   | SNEP                  | 172 |
| Filipinas | Philippines Top 100   | 6   |
| México    | Mexico Airplay        | 14  |
| México    | Monitor Latino        | 12  |
| Polonia   | Polish Airplay Top 50 | 42  |